# Њу Коламбас (Пенсилванија)
Њу Коламбас (енгл. New Columbus) град је у америчкој савезној држави Пенсилванија.

## Демографија
По попису из 2010. године број становника је 227, што је 12 (5,6%) становника више него 2000. године.
| Група             | 2000.       | 2010.       |
| Белци             | 212 (98,6%) | 225 (99,1%) |
| Афроамериканци    | 0 (0,0%)    | 0 (0,0%)    |
| Азијати           | 0 (0,0%)    | 0 (0,0%)    |
| Хиспаноамериканци | 3 (1,4%)    | 2 (0,9%)    |
| Укупно            | 215         | 227         |